# Amifampridine
L'amifampridine ou 3,4-diaminopyridine est  un composé organique dérivé de la pyridine par substitution des carbones 3 et 4 par des groupes amine. Elle a pour effet de bloquer les canaux potassiques voltage-dépendants. Elle est utilisée comme médicament chez l'homme, sous forme de phosphate d'amifampridine, dans la prise en charge du syndrome myasthénique de Lambert-Eaton.

## Développement et commercialisation
L'amifampridine est autorisée comme médicament en Europe depuis 2009 sous le nom commercial de Firdapse. Un médicament générique est également enregistré en France depuis juin 2022 (Amifampridin Axunio).

## Posologie
Les doses utilisées chez l'adulte vont de 15 à 60 mg par jour.